# Sietch
Pour les articles homonymes, voir Sietch (homonymie).
Sietch est un terme employé dans l'Univers de Dune, de Frank Herbert.
Il s'agit d'un mot chakobsa, la langue des Fremen, signifiant approximativement « l’endroit où l'on se rassemble en temps de crise », et désignant par extension, tout habitat fremen. Les sietchs sont des endroits isolés du désert, de relatives oasis permettant aux Fremen de vivre sur la rude planète Arrakis.
Avant l'arrivée de la Maison Atréides, le nombre de sietchs était très largement sous-estimé par l'Empereur et la Maison Harkonnen. Cette mauvaise estimation dissimulera aux yeux indiscrets de l'Empire la puissance cachée dans le désert… jusqu'à l'arrivée de Paul Atréides, Mahdi des Fremen.

## Origine du nom
Le mot sietch est un emprunt direct du mot caucasien sietch, signifiant « camp » puis désignant un centre de vie politique cosaque. Notons que tabr, employé en tant que nom propre dans l'univers de Dune pour désigner le Sietch Tabr est également emprunté au caucasien et signifie également « camp ».
De manière plus générale, le chakobsa de Dune est calqué sur le chakobsa, langage des chasseurs du Caucase.